# Fourma
Fourma est une localité située dans le département de Gourcy de la province du Zondoma dans la région Nord au Burkina Faso.

## Géographie
Le village de Fourma se trouve à proximité de Gourcy, le chef-lieu du département, dont il constitue un faubourg.

## Santé et éducation
Le centre de soins le plus proche de Fourma est le centre médical avec antenne chirurgicale (CMA) de la province à Gourcy.
Fourma possède une école primaire accueillant environ 200 élèves construite en 2015 dans le cadre du projet de Développement intégré de la commune de Gourcy avec l'aide de l'Agence de coopération internationale du Japon (JICA) .